# Пентхаус (ТВ серија)
 (кореј. 펜트하우스, срп. Пентхаус) јужнокорејска је телевизијска серија продукцијске куће SBS, снимана 2020.

## Улоге
| Глумац:      | Улога:                |
| ------------ | --------------------- |
| Ли Ђи-а      | Шим Су-рион           |
| Ким Со-јон   | Цхон Со-ђин           |
| Јуџин        | О Јун-хи              |
| Ум Ки-ђун    | Ђу Дан-те             |
| Парк Еун-сок | Гу Хо-донг / Логан Ли |
| Јун Ђонг-хун | Ха Јун-цхол           |